# روجيليو أنتونيو
روجيليو أنتونيو Rogelio Antonio لاعب شطرنج فلبيني يحمل لقب أستاذ كبير.
- ولد في 19 فبراير 1962.
- حصل على لقب أستاذ كبير عام 1993.
- جاء ثالثاً في بطولة آسيا القارية للشطرنج عام 2009.
- كان أول أول فلبيني يتأهل لبطولة كأس العالم للشطرنج عام 2009.
- بلغ تصنيف إيلو خاصته 2541 نقطة في ديسمبر 2012، مما جعله المصنف رقم 2 في الفلبين ورقم 391 في العالم.

- المصدر – ترجمة عن ويكيبيديا الإنجليزية.

## وصلات خارجية
- روجيليو أنتونيو على موقع الاتحاد الدولي للشطرنج (الإنجليزية)
- روجيليو أنتونيو على موقع مباريات الشطرنج (الإنجليزية)
- روجيليو أنتونيو على موقع 365Chess.com (الإنجليزية)
- روجيليو أنتونيو على موقع Chesstempo.com (الإنجليزية)
- روجيليو أنتونيو على موقع الاتحاد الأمريكي للشطرنج (الإنجليزية)
- روجيليو أنتونيو سجل أولمبياد الشطرنج على موقع OlimpBase.org (الإنجليزية)